# 레기오몬타누스
요하네스 뮐러 폰 쾨니히스베르크(Johannes Müller von Königsberg, 1436년 6월 6일 ~ 1476년 7월 6일)는 독일의 수학자이자 천문학자 및 점성가, 번역가, 기구 제작자 그리고 가톨릭교회의 주교로서, 오늘날 그의 라틴어 지명학에 의해 레기오 몬타누스(Regiomontanus)로 가장 잘 알려져 있다.
그는 (현재 오스트프로이센의 쾨니히스베르크가 아닌 바이에른 주 쾨니히스베르크의 일부 지역인) 운핀덴의 프랑코니아 마을에서 태어났다.
그는 요하네스 데르 귀니히스베르크(귀니히스베르크의 요하네스)로도 알려져 있다. 그의 저서들은 지명학에 의해 요안네스 데 몬테 레기오(Joannes de Monte Regio)라는 이름으로 출판되었다. 레기오몬타누스라는 이름은 그가 죽은 뒤 58년 후인 1534년에 필리프 멜란히톤에 의해 처음 지어졌다.

## 생애

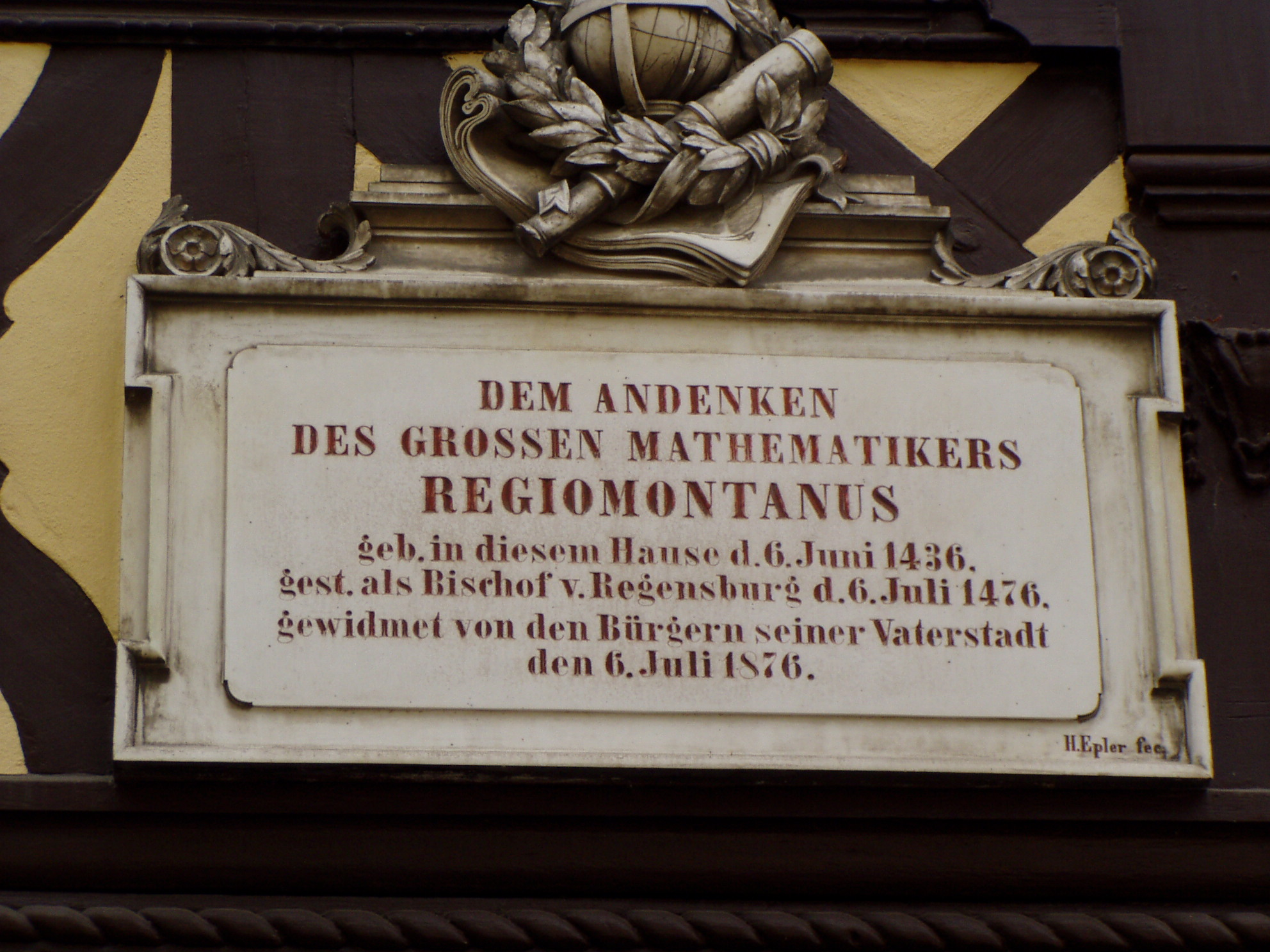
레기오몬타누스의 출생장소에 걸려 있는 명판

그는 11세에 작센주의 라이프치히에 있는 대학교의 학생이 되었다. 1451년에, 이어서 그는 오스트리아의 빈에 있는 빈 대학교의 학생이 되었다. 그곳에서 그는 게오르그 폰 포이어바흐의 제자이자 친구가 되었다. 그는 1452년에 학사 과정을 마치고 21세가 되던 1457년에 "마기스테르 아트리움"(석사 학위)을 수여받았고, 광학과 고대 문학의 강의를 맡았다.
그는 포이어바흐와 같이 연구하며 1461년에 포이어바흐가 죽을 때까지 천문학과 수학 그리고 기구제작에 대한 지식을 넓혀갔다.
1460년에, 교황의 사절 바실리오스 베사리온이 외교를 위해 빈에 왔을 때, 인문주의적 학자이자 수학적 과학의 애호가였던 베사리온은 포이어바흐의 동료를 찾았다. 베사리온의 철학적 경쟁자였던 트라페준타의 게오르게는 당시에 프톨레마이오스의 《알마게스트》를 그리스에서 새로운 라틴어 번역본을 만들었는데, 베사리온은 그것을 부정확하고 서투르게 번역되었다고 여겼으므로, 포이어바흐에게 새로운 것을 만들기를 요청했다. 포이어바흐의 그리스어 실력은 번역본을 만들기에는 충분치 못했으므로, 대신에 그는 그가 연구해온 알마게스트의 개정된 요약본을 만들기 시작했다. 베사리온은 포이어바흐를 그의 가족 구성원으로 초대하여, 그와 함께 이탈리아로 돌아가기로 했다. 포이어바흐는 레기오몬타누스가 그들과 동행한다는 조건으로 그 초대에 응했다. 그러나, 1461년, 포이어바흐가 병에 걸려서 죽게 되어, 알마게스트에 대한 그의 요약본 중 처음 여섯 권만 남겨졌다. 포이어바흐는 임종 때에, 레기오몬타누에게 그 작품을 끝마치고 출판할 것을 약속받았다.
1461년에, 레기오몬타누스는 베사리온과 함께 빈을 떠났고, 베사리온의 가족으로서 당시에 다음 4년 동안을 이탈리아 북부를 순회하며, 당시에 유럽에서 가장 큰 사립 도서관을 소유하고 있던 베사리온을 위해 수학과 천문학 문헌들을 조사하고 복제하며 지냈다. 레기오몬타누스는 이탈리아에서의 체류 기간 동안에 포이어바흐의 친구들이였던 지오반니 비안키니와 파올로 달 포초 토스카넬리와 같은 그 시대의 이탈리아의 선두적인 수학자들과도 친분을 쌓았다. 그는 이탈리아에 있는 동안에 포이어바흐의 알마게스트의 요약본《Epytoma in almagesti Ptolemei》을 완성했다. 1464년에, 그는 현재의 삼각법에 대한 첫 교재들 가운데 하나로써 《삼각형에 대하여(De Triangulis omnimodus)》를 완성했다. 그것의 몇 개의 장에서는 그의 개인적 견해와 질문들이 수록되어 있는데, 그러한 기록들 가운데 하나는 다음과 같다.:
"당신이 위대하고 굉장한 것들을 연구하기 원하며, 별들의 이동에 대해 궁금해 한다면, 반드시 삼각형들에 대한 이러한 정리들을 읽어야 한다. 이 개념들을 알면, 천문학의 모든 것들과 특정한 기하학적 문제들에 대한 문을 열게 될 것이다."
산술과 대수학에 대한 그의 저서 《산법의 증명(Algorithmus Demonstratus)》은 기호 대수학을 수록하고 있는 최초의 서적들 가운데 하나이다. 1465년에, 그는 교황 바오로 2세를 위해서 휴대용 해시계를 만들었다.
그는 《프톨레마이오스의 알마게스트 요약본》에서, 트라페준타의 게오르게의 알마게스트 번역본을 부정확성을 들어 비평했다. 후일 니콜라우스 코페르니쿠스는 그의 저서에서 그 저서를 영향력 있는 것으로 인용했다. 그는 에스테르곰의 대주교 야노슈 비테즈를 위해 일했다. 그 때에 그는 광범위한 천문표들을 산출했고, 천문 기구들을 만들었다. 나중에 그는 부다로 가서, 헝가리의 마차시 코르비누스 1세의 왕궁으로 들어갔고, 거기서 그를 위해 천체관측의를 만들었고, 그리스어 원고들을 수집 및 분석하여 상당한 급료를 받았다.
1471년에, 그는 프랑코니아에 있는 뉘른베르크 자유도시로 이주했고, 교육과 출판, 상업 그리고 예술에 대한 황제의 요직들 가운데 하나를 맡았다. 그는 인문주의자이며 상인인 베른하르트 발트와 함께 일했다. 통설과는 다르게 레기오몬타누스가 관측소를 세웠다는 증거는 없지만, 그는 세계 최초의 과학 출판 인쇄소를 설립했으며, 1472년에, 그는 그의 스승 게오르그 폰 포이어바흐의 《신이론의 행성(Theoricae novae Planetarum)》로 최초의 인쇄된 천문학 교과서를 출판했다.
1475년에, 그는 로마로 가서 교황 식스토 4세와 함께 역법 개혁에 임했다. 레기오몬타누스는 그의 마흔번째 생일 한달 이후인 1476년 7월 6일에 의문사했다. 피에르 가상디에 의해 그의 레기오몬타누스 전기에서 번복된 한 소문에 의하면, 그는 그의 저서들에서 비판받아온 트라페준타의 게오르게의 측근에게 암살당했다고 한다. 그러나, 그는 로마에서 창궐하던 전염병으로 사망했다는 설이 더 신빙성 있다.
다작 작가 레기오몬타누스는 그의 생에 동안에 국제적으로 유명했다. 그가 저술해오던 한 작품은 1/4밖에 완수하지 못했지만, 그는 상당량의 중요한 저서들을 남겼다. 니콜라우스 코페르니쿠스의 스승인 노메니코 마리아 노바라 다 페라라는 레기오몬타누스를 그의 스승이라고 했다. 레기오몬타누스는 죽기 전에 태양중심설의 이론에 이르렀다는 추측이 있는데, 그의 한 원고는 피타고라스 학파의 아리스타르코스의 태양중심적 이론에 대한 각별한 관심을 드러내며, 한 친구에게 보낸 서신에서도 지구의 이동에 관한 언급이 있다.

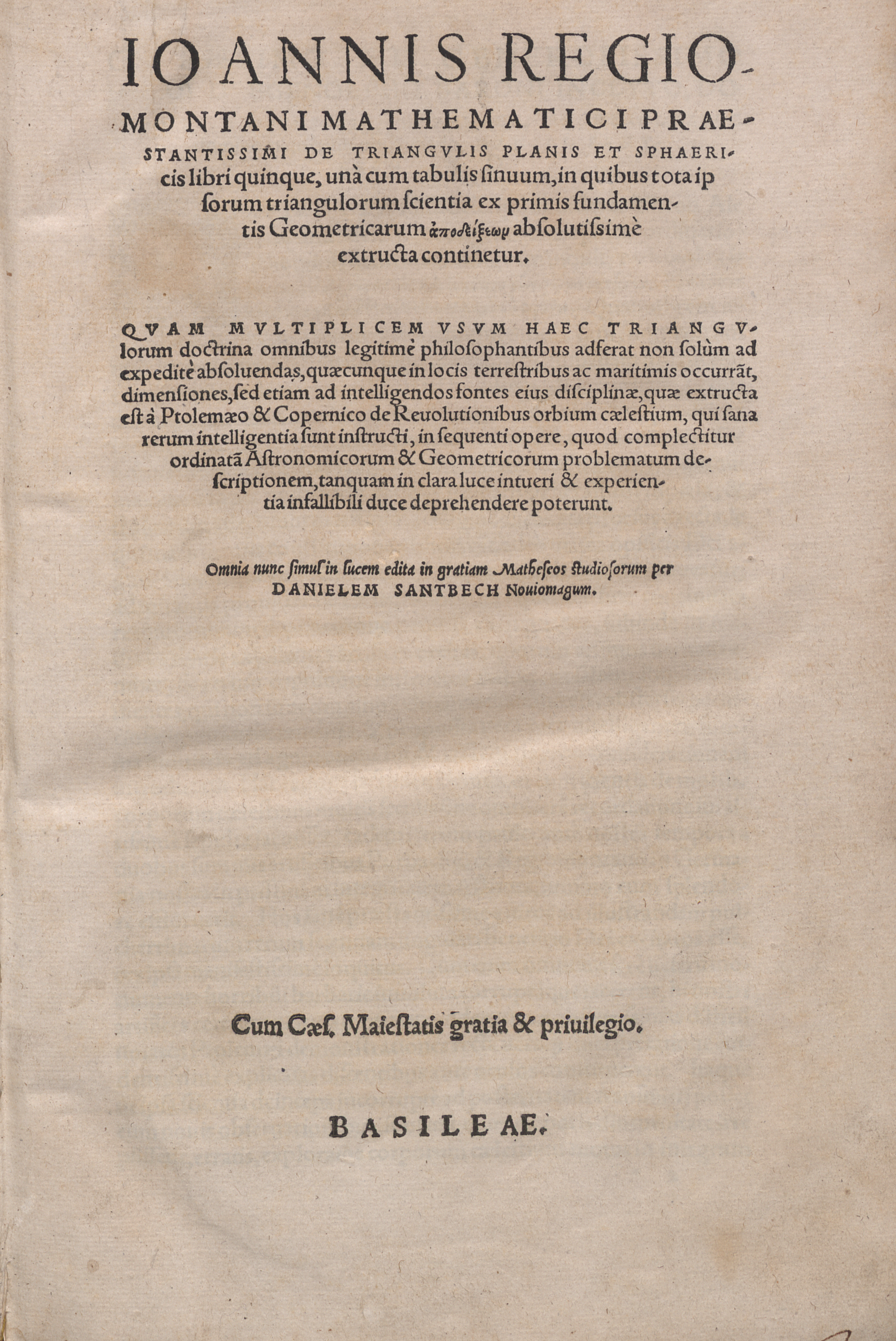
De triangulis planis et sphaericis libri

1561년에, 다니엘 센트베크는 자신의 저서 《천문학과 기하학의 일곱 분류의 문제들(Problematum astronomicorum et geometricorum sectiones septem)》 뿐만 아니라, 레기오몬타누스 작품들의 전집 《평면과 구면의 삼각법에 대한 다섯 서(De triangulis planis et sphaericis libri quinque)》(1533년 첫 출판)와 《Compositio tabularum sinum recto》를 편찬했다. 그것은 헨리쿠스 페트루스와 그의 아들 페트루스 페르나에 의해 바젤에서 출판되었다.
달에 있는 크레이터 레기오몬타누스는 그의 이름을 딴 것이다.

## 점성술
15세기에 레기오몬타누스는 자신의 점성술 체계를 고안했고, 그것은 그 시대에 유럽에서 가장 인기 있던 체계들 가운데 하나가 되었다.

## 비평
16세기 지롤라모 카르다노의 언급에 따르면, 레기오몬타누스의 《삼각형에 대하여(On Triangles)》에 있는 구면 삼각법에 대한 상당 부분이 게베르로도 알려져 있는 자비르 이븐 아플라흐의 12세기 저서로부터 출처 표기 없이 직접적으로 인용되었다고 한다.

## 같이 보기
- 레기오몬타누스의 최대각 문제

## 저서
- Irmela Bues, Johannes Regiomontanus (1436–1476). In:《Fränkische Lebensbilder》 11. Neustadt/Aisch 1984, pp. 28–43
- Rudolf Mett: 《Regiomontanus. Wegbereiter des neuen Weltbildes》. Teubner / Vieweg, Stuttgart / Leipzig 1996, ISBN 3-8154-2510-7
- Helmuth Gericke: Mathematik im Abendland: Von den römischen Feldmessern bis zu Descartes. Springer-Verlag, Berlin 1990, ISBN 3-540-51206-3
- Günther Harmann (Hrsg.): 《Regiomontanus-Studien》. (= Österreichische Akademie der Wissenschaften, Philosophisch-historische Klasse, Sitzungsberichte, Bd. 364; Veröffentlichungen der Kommission für Geschichte der Mathematik, Naturwissenschaften und Medizin, volumes 28–30), Vienna 1980. ISBN 3-7001-0339-5
- Samuel Eliot Morison, 《Christopher Columbus, Mariner》, Boston, Little, Brown and Company, 1955.
- Ralf Kern: 《Wissenschaftliche Instrumente in ihrer Zeit/Band 1. Vom Astrolab zum mathematischen Besteck》. Köln, 2010. ISBN 978-3-86560-865-9